# Condylostylus erroneus
Condylostylus erroneus är en tvåvingeart som beskrevs av Grichanov 2004. Condylostylus erroneus ingår i släktet Condylostylus och familjen styltflugor.
Artens utbredningsområde är Kongo. Inga underarter finns listade i Catalogue of Life.